# 火珠林
《火珠林》，據傳為五代末宋初麻衣道者所撰，趙宋時盛傳其書，記述以錢代蓍之筮法，源出於《京氏易傳》。其法稱為火珠林法、文王課、納甲筮法、六爻預測等，是以三枚銅錢求出卦象後，用五行、六親之旺相衰弱、生剋沖合斷課，兼用六神及神煞輔助判斷。

## 題解
火珠，為頗梨（梵語：sphaṭika，舊譯頗梨，新譯頗胝迦，又名為水精、水玉）一類，狀如水晶的石英寶石。用於映日出火者，稱為火珠、陽燧珠、日光珠；映月出水者，稱為水珠、月愛珠、月光珠；能清濁水者，名水清珠。《俱舍論》認為日宮下面是由火珠（梵語：taijasa）圍繞，能熱能照；月宮下面是由水珠（梵語：āpya）圍繞，能冷能照。佛教寺院以火珠作為塔頂的飾物，其周圍以火焰圖案裝飾之。此圓珠形體和火焰飛騰的火焰珠紋樣式，也廣泛表現在壁畫、服飾、石刻、器皿、瓷器上。
道教以火珠為內丹修煉之隱語。如《仙佛合宗語錄》：「火珠者，元精元氣煉成金丹大藥如火珠也」。
林，泛指同類的人或事物薈聚之所。漢魏晉以來的易占書，許多都以林為名，如《焦氏易林》、《郭氏洞林》之類，《火珠林》亦從其例。
詹石窗認為火珠林的火珠之意即取法於道教內丹學，把卜筮同內丹修煉會通，如《火珠林·易中明義》（清刊本）云：「易者，在天為日月，在地為陰陽，在人為心目。煉其心而心自靈，修其目而目自見，先逢人事，後敷卦爻，人事變通，卦爻自曉，吉凶應驗，歷歷不爽矣。」，而卜筮若要吉凶應驗，就要同煉丹一樣，煉心修目，錘煉心性，即可人天通感，靈驗如神。
趙為亮認為《火珠林》得名之故，在於“火珠”靈異，燭鑑萬物，以神化卜筮之術；“林”字則揭示其生生不已、變化無窮之道，可以感格神靈，事來即應。

## 版本
全本
- 名古屋市蓬左文庫藏本《火珠林》，一冊寫本（年代：室町末期）[18][19]
- 小濱市立圖書館酒井家文庫蔵本《六十四卦圖》，一冊寫本[20]
- 藤原惺窩舊藏《周易卦火珠林》，一冊寫本（年代：室町末期）[21][22]
- 明萬暦 《百家名書》的《新刻火珠林》[20][23][24]
- 清道光《百二漢鏡齋秘書四種》的《火珠林》[20]

殘本
- 日本真福寺藏北宋刊印《紹聖新添周易神煞曆》一卷，包含了〈六十四卦火珠林並雜占解卦〉[25]
- 俄藏黑水城文獻《六十四卦圖歌》[17]
- 《永樂大典》輯出的引文（明朝劉世傑的《斷易天機》亦包含了《火珠林》的引文）

一般市面所流傳之《火珠林》為清代木刻本及其民國石印本的重排翻印，內容和編排皆與日本所藏的《火珠林》寫本頗有差異。據趙為亮，《火珠林》有宋本與通行本之別，俄藏黑水城文獻《六十四卦圖歌》TK322、《永樂大典》的引文，屬於宋本《火珠林》，通行本《火珠林》則成書於明末清初，宋本與通行清刊本彼此編排和內容差異很大，但主體思想與卜筮的方法理念並無二致。

## 內容
《火珠林》源出於《京氏易傳》（一說《京氏易傳》為漢代京房易學，一說《京氏易傳》非如宋人所說為京房易學，而是另一易學流派），運用了五行理論以及納甲數法，確定每卦的五行屬性。術者用銅錢求出卦象後，確定卦的名稱，找出其在八宮中的歸屬，進而推演卦象的世應、納甲、五行、六親、六神(又稱為六獸)的關係，以斷吉凶。
後世通行的卜筮書，如程良玉的《易冒》、張世寶的《易林補遺》、曹九錫的《易隱》及丁耀亢、李文輝的《增刪卜易》、王洪緒的《卜筮正宗》諸書，皆源出《火珠林》之法，再加以發揮。姚際隆的《卜筮全書》則收集了明代以前各式火珠林法的卜筮典籍。

## 考證
《火珠林》一書見於陳振孫《直齋書錄解題》：「無名氏。今賣卜者擲錢占卦，盡用此書。」，馬端臨《文獻通考》載《火珠林》一卷，《宋史·藝文志》亦載《六十四卦火珠林》一卷，皆無撰者。清刊本始題麻衣道者撰，據傳他是五代宋初僧人，陳摶之師，精於相術。然而清刊本《火珠林》引有元朝蕭吉文的《卜筮元龜》，因此有人認為《火珠林》一書（清刊本）是後人假託麻衣道者名號附益而成。
趙為亮認為通行本《火珠林》當是明末清初時書，宋本《火珠林》成書當在唐末宋初，兩書作者的姓名已不可考。
俄藏黑水城文獻 《六十四卦圖歌》，據介紹是北宋初年寫本，因避諱宋真宗趙恒之名，其內文將恒卦改稱常卦。

## 和周易的區別
《周易》基本上是以陰陽概念為基礎而發展，由太極生兩儀，兩儀生四象，四象生八卦，自成一套體系。《火珠林》則轉而將易卦和五行生剋接合，其所運用的納甲之法，也將易卦和干支連繫起來。因此，原始的《周易》占卜是用與陰陽消長變化有關聯的卦爻辭、卦象解釋吉凶，但《火珠林》不看卦爻辭，而是用五行、六親之旺相衰弱、生剋沖合判斷吉凶。
對於《火珠林》一書，讚譽者，如朱熹謂「許多道理，依舊在其間」，胡煦稱「每有徵驗、咸有奇中」；批評者，如趙汝楳謂該書棄辭屏象，「學聖人者宜謹所從」；強烈抵制者，如王夫之評為「鬻技之陋術」。